# Picot ardent de Bengala
El picot ardent de Bengala (Dinopium benghalense) és una espècie d'ocell de la família dels pícids (Picidae) que habita els boscos, ciutats i jardins de les terres baixes fins als 1700 m, al Pakistan, Índia i oest de Myanmar.